# Stylopage hadra
Stylopage hadra är en svampart som beskrevs av Drechsler 1935. Stylopage hadra ingår i släktet Stylopage och familjen Zoopagaceae.   Inga underarter finns listade i Catalogue of Life.